# Santiago Mazarro
Santiago Mazarro Barcenilla (Madrid, 5 de mayo de 1992) es un escritor, guionista y cineasta español especializado en cine documental y conocido por sus novelas históricas y de aventuras.

## Biografía
Santiago Mazarro nació en Madrid el 5 de mayo de 1992. Graduado en Periodismo y Comunicación Audiovisual, durante su etapa universitaria ganó concursos literarios y festivales de cortometrajes,lo que le llevó a aparecer en la cuarta temporada de Óxido nitroso del humorista Raúl Cimas, a trabajar en cine y a colaborar en la creación de contenidos para Atresmedia, con cómicos como Pepe Colubi, David Suárez o el cineasta Nacho Vigalondo.
En 2018, escribió y dirigió el documental histórico Príncipe de la Paz, en el que aparecen historiadores como Emilio La Parra y escritores como Carmen Posadas o José Luis Gil Soto. Un año después terminó su primera novela, Senderos salvajes, una epopeya de aventuras sobre la vida de Manuel Lisa con la que fue ganador del Premio Hislibris en la categoría de “Mejor autor novel”, además de finalista en el Certamen Internacional de Novela Histórica de Úbeda. 
En 2020 estrenó el documental Beti-Jai: el templo olvidado, ganador del premio a Mejor Documental en el FICEE. Guionizó también una serie de podcast sobre el emblemático frontón madrileño.
En mayo de 2021 publicó su segunda novela, El fuerte de la Florida, una ficción histórica sobre Fuerte Mosé y los primeros negros libres de Norteamérica. Por ella recibió el reconocimiento del Fort Mose Historic State Park de San Agustín. En 2022 guionizó la primera temporada de Hot Spot, serie documental de música urbana española y fútbol callejero protagonizada por Delaossa, Kaydy Cain, Free Sis Mafia y Piezas.
En primavera de 2023 estrenó un nuevo largometraje como guionista y director, 1212. La batalla de las Navas de Tolosa, un documental histórico y arqueológico que fue presentado en el Saraqusta Film Fest y emitido en televisión tras su paso por salas de cine.
Ese mismo año se desplazó varias veces a Zambia, Zimbabue y Botsuana para dirigir el documental El humo que truena, sobre el conflicto humano-animal en África. También escribió y dirigió el documental Mientras podamos preguntar, sobre la situación del periodismo en España. Para ello entrevistó a profesionales como Manuel Jabois, Carlos Alsina, Ignacio Escolar o Almudena Ariza. El documental se presentó durante el Premio de Periodismo David Gistau y se emitirá en 2025 en Televisión Española.
A principios de 2024 participó con el relato Las capas del rey en la antología narrativa Historias de la historia y otros cuentos, de la editorial Almuzara, junto a autores como María Reig López-Acedo o Antonio Pérez Henares. En el verano de ese mismo año publicó su tercera novela, Los muertos de Río Grande, un thriller histórico ambientado entre Sonora y Nuevo México con el que fue nominado a mejor novela y mejor autor español en los XV Premios de Literatura Histórica Hislibris.
En una conferencia organizada por la Comisión Europea durante la Feria del Libro de Madrid, anunció que su siguiente novela cambiaría de género y temática, y que vería la luz en el año 2025.

## Obra literaria
- Senderos salvajes (Pámies, 2020) 384 páginas. Joaquín, sobrino del comerciante y explorador hispano Manuel Lisa, se embarca junto a su tío en una misión que pretende cambiar para siempre la historia del continente americano.

- El fuerte de la Florida (Pámies, 2022) 400 páginas. En 1740, mientras la hija del gobernador de la Florida emprende un peligroso viaje, la guerra entre España y Gran Bretaña amenaza a los primeros negros libres de Norteamérica.

- Los muertos de Río Grande (Pámies, 2024) 416 páginas. Thriller histórico ambientado en 1820, durante la guerra de independencia mexicana, en los territorios fronterizos de Nuevo México.

- Las capas del rey (Almuzara, 2024) Relato histórico ambientado en el Motín de Esquilache y recogido en la antología  “Historias de la historia y otros cuentos”

## Obra documental
- Principe de la Paz (Freebox, Canal Extremadura, 2018) Ascenso y caída del político Manuel Godoy.

- Beti-Jai. El templo olvidado (Freebox, 2021) Una crónica a través de 130 años de historia escondidos en el centro de Madrid.

- Hot-Spot (solo guion; Vietnam Estudio, 2022) Serie documental que analiza el creciente papel del deporte callejero en la cultura urbana.

- 1212. La batalla de las Navas de Tolosa (Volcanica Media, RTVE, 2023) Un equipo arqueológico investiga la batalla más famosa de la historia medieval en la península ibérica.

- Mientras podamos preguntar (Volcanica Media y Vocento, Estr. 2025) Un retrato diferente del periodismo en España.

- El humo que truena (Volcanica Media y Salon Indien Films, Estr. 2025) Un viaje al corazón del conflicto humano-animal africano.